# Monte el Gurugú (Soano)
El "monte el Gurugú" es una elevación montañosa poblada de una gran variedad de arbolado autóctono, situada en la localidad cántabra de Soano del municipio de Arnuero, en Cantabria, España.
Se trata de una elevación de unos 350 metros, con bastante inclinación en su ladera, aunque no por ello se hace dificultoso su ascenso. En la cima se halla una semiplanicie con pradera y matorral desde la cual se divisa parte del pueblo de Soano hasta perder la perspectiva visual en la costa de Noja. Se aprecian también formaciones de rocas y piedras amontonadas todas ellas unas sobre otras por la acción del hombre que se asemejan a simple vista a pequeñas torretas de piedra. Estos montones de piedra no son construcciones arquitectónicas ni mucho menos, sino que era una alternativa para la recogida de todas las piedras que había por la zona de pastizal y así dejarla limpia y libre de obstáculos.

## Toponimia
El origen de este nombre data de épocas muy lejanas en las que la mitología, las creencias en seres y leyendas hacían mella en la vida cotidiana de los pobladores. Cabe destacar también el Monte Jano, denominado así a todo el conjunto montañoso donde se sitúa "El Gurugú".
- Datos: Q6022558